# 가모가와강
가모가와강(鴨川)은 일본 교토부 교토시를 흐르는 강이다. 길이는 약 31 km이고 유역 면적은 210 km2이다. 강둑은 산책로로서 주민 및 관광객들에게 인기가 있다. 강의 깊이는 대부분 얕아서 1 m도 안되는 곳이 많다. 그러나 장마철이 되면 때때로 물이 오솔길까지 넘치기도 한다.